# Bijpur
Bijpur es una ciudad censal situado en el distrito de Sonbhadra en el estado de Uttar Pradesh (India). Su población es de 9420 habitantes (2011). 

## Demografía
Según el censo de 2011 la población de Bijpur era de 9420 habitantes, de los cuales 5060 eran hombres y 4360 eran mujeres. Bijpur tiene una tasa media de alfabetización del 87,43%, superior a la media estatal del 67,68%: la alfabetización masculina es del 94,04%, y la alfabetización femenina del 79,84%